# Шападас-ду-Эстрему-Сул-Пиауиенси (микрорегион)

Шападас-ду-Эстрему-Сул-Пиауиенси на карте.

Шападас-ду-Эстрему-Сул-Пиауиенси (порт. Microrregião das Chapadas do Extremo Sul Piauiense) — микрорегион в Бразилии, входит в штат Пиауи. Составная часть мезорегиона Юго-запад штата Пиауи. Население составляет 82 584 человека (на 2010 год). Площадь — 17 853,539 км². Плотность населения — 4,63 чел./км².

## Демография
Согласно сведениям, собранным в ходе переписи 2010 г. Национальным институтом географии и статистики (IBGE), население микрорегиона составляет:
| Полное население                             | Полное население                             | Полное население                             | Полное население                             | 82 584 |
| -------------------------------------------- | -------------------------------------------- | -------------------------------------------- | -------------------------------------------- | ------ |
| в том числе:                                 | Городское население                          | 44 131                                       | Процент городского населения, %              | 53,44  |
|                                              | Сельское население                           | 38 453                                       | Процент сельского населения, %               | 46,56  |
|                                              | Мужское население                            | 42 396                                       | Процент мужского населения, %                | 51,34  |
|                                              | Женское население                            | 40 188                                       | Процент женского населения, %                | 48,66  |
| Плотность населения, чел/км²                 | Плотность населения, чел/км²                 | Плотность населения, чел/км²                 | Плотность населения, чел/км²                 | 4,63   |
| Население микрорегиона в % к населению штата | Население микрорегиона в % к населению штата | Население микрорегиона в % к населению штата | Население микрорегиона в % к населению штата | 2,65   |

## Статистика
- Валовой внутренний продукт на 2003 год составляет 112 333 972,00 реалов (данные: Бразильский институт географии и статистики).
- Валовой внутренний продукт на душу населения на 2003 год составляет 1412,66 реалов (данные: Бразильский институт географии и статистики).
- Индекс развития человеческого потенциала на 2000 год составляет 0,626 (данные: Программа развития ООН).

## Состав микрорегиона
В составе микрорегиона включены следующие муниципалитеты:
1. Авелину-Лопис
2. Корренти
3. Кристаландия-ду-Пиауи
4. Куримата
5. Жулиу-Боржис
6. Морру-Кабеса-ну-Темпу
7. Парнагуа
8. Риашу-Фриу
9. Себастьян-Баррус